# Tsagaannuur (Selenge)
Pour les articles homonymes, voir Tsagaannuur (homonymie).
Tsagaannuur (mongol : ᠴᠠᠭᠠᠨᠨᠠᠭᠤᠷ
ᠲᠣᠰᠬᠣᠨ, VPMC : chaɣannuɣur tosqon, cyrillique : Цагааннуур сум, MNS : Tsagaannuur sum, littéralement, lac blanc) est un sum (district) de la province de Selenge, au  nord de la Mongolie.